# 佐伯基地
座標: 北緯32度58分8秒 東経131度54分50秒 / 北緯32.96889度 東経131.91389度
佐伯基地（さいききち、JMSDF Saiki Naval Base）は、大分県佐伯市鶴谷町3-3-37に所在する海上自衛隊の基地である。

## 概要
佐伯には呉地方隊隷下の呉警備隊佐伯基地分遣隊が置かれており、重要港湾である佐伯港には多用途支援艦「げんかい」が配備されている。分遣隊の主な任務は「げんかい」による艦艇の射撃訓練支援および水船、交通船などによって佐伯港に入港する艦艇の給水などの支援を行っている。隊長は2等海佐又は3等海佐が充てられている。
九州にあるが、佐世保地方隊の管轄ではない（九州のうち、大分県と宮崎県は呉地方隊の管轄となる）。これは、呉基地の艦船が外洋に出る際には通常豊後水道を通るためである。逆に、本州には佐世保地方隊の下関基地隊があるが、これは対馬海峡や関門海峡の掃海を任務としているためである。

## 沿革
- 1962年（昭和37年）3月20日：佐伯基地分遣隊が新編。
- 1970年（昭和45年）10月1日：呉警備隊隷下に編成替え。
- 1987年（昭和62年）7月1日：特務艇84号が由良基地分遣隊から編入。
- 2001年（平成13年）9月14日：特務艇84号が除籍。
- 2002年（平成14年）3月27日：多用途支援艦「ひうち」が編入。
- 2008年（平成20年）2月20日：多用途支援艦「げんかい」が編入、「ひうち」が舞鶴地方隊に編成替え。

## 配置部隊
- （呉地方隊）
  - （呉警備隊）
    - 佐伯基地分遣隊
      - 本部（総務科・警備科・補給科・通信所）[2]
      - 多用途支援艦「げんかい」

### 歴代分遺隊長
| 代 | 氏名     | 期別     | 在任期間 | 前職 | 後職 | 備考 |
| -- | -------- | -------- | -------- | ---- | ---- | ---- |
|    | 天野浩一 | 防大32期 |          |      |      |      |
|    | 外村 洋  |          |          |      |      |      |